# Obiektywność (psychometria)
Obiektywność – kryterium tworzenia testów w psychometrii, np. testów psychologicznych. Test obiektywny to taki, który daje te same wyniki, mimo że opracowują go dwie różne osoby. 
Obiektywność realizuje się przede wszystkim poprzez dostarczenie odpowiedniej instrukcji do wykonania testu oraz klucza, według którego przelicza się wyniki surowe na wyniki standardowe oraz interpretuje odpowiedzi badanego. 